# 브라보 투데이
브라보 투데이는 SBS V-Radio에서 방송했던 라디오 프로그램이다.
2006년 5월 1일에 첫방송을 시작해 역대로 방송 분량과 DJ가 변경되어 방송됐으나 2014년 10월 5일 방송을 마지막으로 폐지되었다.

## 역대 방송시간
| 방송 채널   | 방송 기간                          | 방송 시간                       |
| ----------- | ---------------------------------- | ------------------------------- |
| SBS V-Radio | 2006년 5월 1일 ~ 2006년 11월 4일   | 월~토요일 오전 11:00 ~ 낮 12:00 |
| SBS V-Radio | 2006년 11월 6일 ~ 2007년 4월 15일  | 매일 오전 11:00 ~ 낮 12:00      |
| SBS V-Radio | 2007년 4월 16일 ~ 2008년 3월 30일  | 매일 오전 10:00 ~ 낮 12:00      |
| SBS V-Radio | 2014년 4월 14일 ~ 2014년 10월 5일  | 매일 오전 10:00 ~ 낮 12:00      |
| SBS V-Radio | 2008년 3월 31일 ~ 2013년 10월 13일 | 매일 아침 9:00 ~ 낮 12:00       |
| SBS V-Radio | 2013년 10월 14일 ~ 2014년 4월 13일 | 매일 오전 10:00 ~ 낮 12:00      |

## 역대 DJ
- 2006년 5월 1일 ~ 2006년 11월 3일 : 정미선 아나운서
- 2006년 11월 6일 ~ 2007년 4월 15일 : 김주희 아나운서
- 2007년 4월 16일 ~ 2007년 11월 4일 : 최혜림 아나운서
- 2007년 11월 5일 ~ 2008년 3월 30일 : 이혜승 아나운서
- 2008년 3월 31일 ~ 2008년 10월 26일 : 김환 아나운서
- 2008년 10월 27일 ~ 2009년 4월 12일 : 박은경 아나운서
- 2009년 4월 13일 ~ 2010년 3월 28일 : 이윤아 아나운서
- 2010년 3월 29일 ~ 2010년 10월 31일 : 윤현진 아나운서
- 2010년 11월 1일 ~ 2011년 1월 16일 : 윤소영 아나운서
- 2011년 1월 17일 ~ 2014년 10월 5일 : 김주우 아나운서